# West Brooklyn
West Brooklyn és una població dels Estats Units a l'estat d'Illinois. Segons el cens del 2000 tenia 174 habitants.

## Demografia
Segons el cens del 2000, West Brooklyn tenia 174 habitants, 60 habitatges, i 43 famílies. La densitat de població era de 610,7 habitants/km².
Dels 60 habitatges en un 38,3% hi vivien nens de menys de 18 anys, en un 65% hi vivien parelles casades, en un 0% dones solteres, i en un 28,3% no eren unitats familiars. En el 26,7% dels habitatges hi vivien persones soles el 10% de les quals corresponia a persones de 65 anys o més que vivien soles. El nombre mitjà de persones vivint en cada habitatge era de 2,9 i el nombre mitjà de persones que vivien en cada família era de 3,56.
Per edats la població es repartia de la següent manera: un 35,1% tenia menys de 18 anys, un 7,5% entre 18 i 24, un 32,8% entre 25 i 44, un 17,2% de 45 a 60 i un 7,5% 65 anys o més.
L'edat mediana era de 32 anys. Per cada 100 dones de 18 o més anys hi havia 109,3 homes.
La renda mediana per habitatge era de 34.375 $ i la renda mediana per família de 44.750 $. Els homes tenien una renda mediana de 26.786 $ mentre que les dones 27.750 $. La renda per capita de la població era de 16.102 $. Aproximadament el 2,4% de les famílies i l'1,7% de la població estaven per davall del llindar de pobresa.

## Poblacions més properes
El següent diagrama mostra les poblacions més properes.